# لاري هوغان
لورنس جوزيف هوغان الابن (بالإنجليزية: Lawrence Joseph Hogan Jr.) أو اختصاراً لاري هوغان (ولد في 25 مايو 1956) هو سياسي ورجل أعمال أمريكي شغل منصب الحاكم الثاني والستين لولاية ماريلاند من 2015 إلى 2023. وهو عضو في الحزب الجمهوري وابن النائب الأمريكي لثلاث دورات لورانس هوغان. شغل هوغان منصب رئيس مشارك في منظمة "لا لابلز" (No Labels) الوسيطة من 2020 إلى 2023، ورئيس رابطة حكام الولايات الثنائية من 2019 إلى 2020، وكان نائب الرئيس من 2018 إلى 2019.
خاض هوغان حملات انتخابية غير ناجحة في انتخابات المنطقة الخامسة في ماريلاند، وهي المنطقة التي مثلها والده، في عامي 1981 و1992، وكان الأخير من أقرب السباقات التي خاضها النائب الحالي ستيني هوير. ثم شغل منصب وزير التعيينات في إدارة الحاكم بوب إرليخ من 2003 إلى 2007. في عام 2011، أسس هوغان منظمة "تغيير ماريلاند" التي استخدمها للترويج لحملته الانتخابية لمنصب الحاكم في 2014. خاض الحملة كجمهوري معتدل وهزم الديمقراطي أنتوني براون في الانتخابات العامة لعام 2014. أعيد انتخابه في عام 2018، متفوقًا على الديمقراطي بن جيالوس، ليصبح أول حاكم جمهوري في ماريلاند يُنتخب لفترتين متتاليتين منذ تيودور ماكيلدين. لم يكن بإمكانه الترشح لولاية ثالثة في عام 2022، وخلفه الديمقراطي ويس مور في منصب الحاكم، بعد أن رفض تأييد منافس مور الجمهوري دان كوكس في انتخابات ذلك العام. غادر هوغان منصبه كأحد أكثر الحكام شعبية في البلاد.
بعد مغادرته منصبه، كان هوغان في البداية يُعتبر مرشحًا محتملاً للترشيح الجمهوري في انتخابات الرئاسة 2024، لكنه قرر عدم الترشح وأيد نيكي هيلي بدلاً من المرشح النهائي دونالد ترامب، الذي كان هوغان قد عارضه سابقًا في حملتيه الرئاسيتين 2016 و2020. في 9 فبراير 2024، قدم هوغان أوراق ترشحه وبدأ حملته لانتخابات مجلس الشيوخ الأمريكي في ماريلاند، ساعيًا لخلافة السيناتور الديمقراطي الحالي بن كاردين الذي قرر التقاعد. فاز في الانتخابات التمهيدية للجمهوريين في 14 مايو 2024، لكنه خسر في الانتخابات العامة ضد المديرة التنفيذية لمقاطعة برينس جورج، أنجيلا ألسوبروكس، في 5 نوفمبر 2024. كان أداء هوغان في الانتخابات هو الأفضل لجمهوري منذ عام 2006، عندما هُزم النائب الجمهوري مايكل ستيل على يد كاردين.